# Structure de la British Army
Pour un article plus général, voir British Army.
La structure de la British Army (l'armée de terre du Royaume-Uni) est similaire à celle de la Royal Navy (marine) et de la Royal Air Force (force aérienne), étant divisée en deux commandements : le Land Command (« commandement des terres », gestion opérationnelle) et l'Adjudant-General (gestion administrative), tous deux gérés par le Chief of the General Staff. Le QG Irlande du Nord est en outre responsable des activités de la province.
La structure de commandement est hiérarchique avec des divisions et des brigades contrôlant des groupements d'unités à partir d'un point de vue administratif. Les grandes unités ont la taille d'un régiment ou d'un bataillon, et les unités mineures ont la taille d'une compagnie ou d'un peloton. Toutes les unités au sein du service sont soit réguliers (à plein temps) soit territoriaux (temps partiel), ou une combinaison des deux avec des sous-unités de chaque type. 
Avec les coupes dans les effectifs depuis la fin de la fin de la guerre froide (152 900 militaires d'active en 1990, 113 900 en 1998, 99 707 en 2008, 82 000 en 2016), de nombreuses unités sont dissoutes ou changent d'affectation, le nombre de régiments de chars de combat passant par exemple de 13 à 5 et celui de bataillons d’infanterie entre 1990 et 2008. Le programme Army 2020 publié en 2012 prévoit, en 2018, un total de 88 000 militaires d'actives et 30 000 réservistes. Le tableau ci-dessous n'est donc plus à jour.

## Organigramme en 2018
À la suite du programme Army 2020, l'organisation passe à deux brigades blindées comprenant chacune un régiment de chars de combat et deux brigades de combat. En mai 2019, le Force Troops Command (en) est renommé 6e division.

## Organigramme en 2016
En juin 2016, l'effectif est de 82 000 militaires de carrière. Il y a à cette date trois régiments de chars de combat avec 48 chars Challenger II chacun (devant passer à deux régiments à la fin des années 2010 à la suite d'une annonce au début de 2017), trois régiments de cavalerie blindé avec 48 Combat Vehicle Reconnaissance (Tracked) chacun et six régiments d'infanterie mécanisés avec 42 véhicules de combat d'infanterie chacun.

## Formations en 2009
Il existe deux hiérarchies dans la British Army :
Hiérarchie administrative
- Division
  - Brigade

Hiérarchie opérationnelle
- Corps
  - Division
    - Brigade
      - Bataillon
      - Battlegroup
        - Compagnie
          - Peloton
            - Section
            - Escouade

### Commandement
Les quartiers du Land Command sont à Wilton, dans le Wiltshire, et possède deux divisions principales : « Field Army » (armée de campagne) et « Regional Forces » (forces régionales).
Le commandant de la Field Army (Commander Field Army) commande la 1re division blindée, la 3e division mécanisée, la 6e division d'infanterie, les Theatre Troops et la Direction générale de la formation (en anglais : Director General Training Support). 
Le commandant des Regional Forces (Commander Regional Forces) commande les 2e, 4e et 5e divisions d'infanterie, London District, l'organisation administrative des garnisons sur le territoire britannique et les forces britanniques en Allemagne.

### Corps
Un corps est une formation d'au moins deux divisions, regroupant potentiellement plus de 50 000 personnes et commandée par un lieutenant général.
Alors que l'armée britannique en a la capacité, il n'y a pas de corps d'armée permanent au Royaume-Uni, les forces étant affectées par un certain nombre d'arrangements multi-partite de l'Organisation du traité de l'Atlantique nord (OTAN) et des engagements européens.

### Divisions
Une division est une formation de trois ou quatre brigades, regroupant potentiellement plus de 20 000 personnes et commandée par un major général.
La British Army a deux divisions formées, leurs QG étant capables de se déployer immédiatement en opérations :
- 1re division blindée
- 3e division d'infanterie

En 2007 a été créée un troisième QG « two star », pouvant être déployée pour le soutien des unités déjà stationnées en Afghanistan. Cette unité est créée provisoirement jusqu'en 2011.
- 6e division d'infanterie

Le reste des QG des divisions sont gérées à un niveau régional (Regional Force) :
- 2e division d'infanterie (Écosse, Irlande du Nord et nord de l'Angleterre)
- 4e division d'infanterie (Midlands de l'Est et sud-est de l'Angleterre)
- 5e division d'infanterie (Pays de Galles, Midlands de l'Ouest et sud-ouest de l'Angleterre)
- London District[Note 1] (Londres)

| Nom                      | Quartier général              | Sous-unités                                                                      |
| ------------------------ | ----------------------------- | -------------------------------------------------------------------------------- |
| 1re division blindée     | Herford, Allemagne            | 3 brigades blindées et mécanisées                                                |
| 2e division d'infanterie | Craigiehall, près d'Édimbourg | 4 brigades régionales                                                            |
| 3e division d'infanterie | Bulford, Salisbury            | 2 brigades mécanisées, 1 brigade légère et 1 brigade d'infanterie                |
| 4e division d'infanterie | Aldershot                     | 3 brigades régionales                                                            |
| 5e division d'infanterie | Shrewsbury                    | 4 brigades régionales, 1 brigade d'assaut aérien et la Garnison de Colchester.   |
| 6e division d'infanterie | York                          | Division déployable. Créée pour le soutien du QG de commandement en Afghanistan. |

### Brigades
Une brigade est une formation de trois ou quatre bataillons, regroupant potentiellement plus de 5 000 personnes et commandée par un Brigadier. Une brigade contient un large spectre de disciplines militaires, permettant une large exécution des taches militaires en rapport. La brigade est formée de plus de trois groupes de force opérationnelle (Battlegroups), principalement dans le but d'une formation tactique. Le battlegroup est une formation mixte, regroupant autour d'un régiment blindé ou d'un bataillon d'infanterie des sous-unités responsables de l'artillerie, de la mécanique, de la logistique, de la santé, et l'aviation, etc.

## Unités et services de l'armée régulière

### Unités de combat

#### Royal Armoured Corps
Le Royal Armoured Corps (en français : « corps royal blindé ») regroupe la cavalerie et le Royal Tank Regiment, des unités équipées à la fois de chars d'assaut et d'armures légères pour la reconnaissance.
Armoured Regiments
- Royal Scots Dragoon Guards
- Royal Dragoon Guards
- Queen's Royal Hussars
- King's Royal Hussars
- 2e Royal Tank Regiment

Formation Reconnaissance Regiments
- Household Cavalry Regiment
- 1er Queen's Dragoon Guards
- 9e et 12e Royal Lancers
- Light Dragoons
- Queen's Royal Lancers

Le 1er Royal Tank Regiment possède quant à lui deux rôles, avec deux escadron répartis entre :
- une contribution au Joint Chemical, Biological, Radiological and Nuclear Regiment pour la protection contre les armes NRBC
- la formation des escadrons blindés avec le Combined Arms Training Battlegroup

#### British Army Infantry
L'infanterie de la British Army est séparée en cinq divisions administratives par des bataillons entraînés et équipés pour intervenir dans l'un des cinq rôles principaux de l'infanterie :
- Air Assault Infantry (infanterie aérienne)
- Armoured Infantry (infanterie blindée)
- Light Infantry (infanterie légère)
- Mechanised Infantry (infanterie mécanisée)
- Public Duties (devoir public)

| Guards Division          | Division écossaise                                                   | King's Division                          | Prince of Wales' Division        | Queen's Division                                   |
| ------------------------ | -------------------------------------------------------------------- | ---------------------------------------- | -------------------------------- | -------------------------------------------------- |
| 1er Bn Grenadier Guards  | Royal Scots Borderers (1er Bn Royal Regiment of Scotland)            | 1er & 2e Bn Duke of Lancaster's Regiment | 1er, 2e & 3e Bn Mercian Regiment | 1er & 2e Bn The Princess of Wales's Royal Regiment |
| 1er Bn Coldstream Guards | Royal Highland Fusiliers (2e Bn Royal Regiment of Scotland)          | 1er, 2e & 3e Bn Yorkshire Regiment       | 1er & 2e Bn Royal Welsh          | 1er & 2e Bn Royal Regiment of Fusiliers            |
| 1er Bn Scots Guards      | Black Watch (3e Bn Royal Regiment of Scotland)                       |                                          |                                  | 1er & 2e Bn Royal Anglian Regiment                 |
| 1er Bn Irish Guards      | The Highlanders (4e Bn Royal Regiment of Scotland)                   |                                          |                                  | Royal Gibraltar Regiment                           |
| 1er Bn Welsh Guards      | Argyll and Sutherland Highlanders (5e Bn Royal Regiment of Scotland) |                                          |                                  |                                                    |

Quatre unités supplémentaires de l'armée régulière ne sont pas regroupées avec les divisions d'infanteries générales :
- 1er Bn Royal Irish Regiment
- 2e & 3e Bn Parachute Regiment
- 1er & 2e Bn Royal Gurkha Rifles
- 1er, 2e, 3e, 4e & 5e Bn The Rifles

##### Brigade des Gurkhas (Brigade of Gurkhas)
Le Royal Gurkha Rifles (fusiliers royaux Gurkha) est la plus grande division de la Brigade des Gurkhas, qui inclut ses propres unités de soutien. Ces unités sont affiliées aux unités britanniques équivalentes mais possèdent leurs propres insignes.
Unités de soutien de la Brigade des Gurkhas :
- Queen's Gurkha Engineers
- Queen's Gurkha Signals
- Queen's Own Gurkha Logistic Regiment

##### Forces spéciales (Special Forces)
Les United Kingdom Special Forces (en français : « forces spéciales britanniques ») regroupent trois unités d'intervention :
- Special Air Service (SAS) : formation des forces spéciale de l'armée régulière, de la taille d'un bataillon : 22e SAS Regiment.
- Special Forces Support Group (SFSG) : unité tri-armes formée autour du 1er bataillon du Parachute Regiment amélioré par du personnel du Combat Support Services, des Royal Marines et du RAF Regiment. Le SFSG a pour rôle le soutien des opérations des forces spéciales.
- Special Reconnaissance Regiment : élément tri-armes des forces spéciales, aux côtés du SAS et du Special Boat Service.

#### Army Air Corps
L’Army Air Corps (corps aérien de l'armée) apporte un soutien aérien avec six régiments et quatre escadrons ou indépendants :
Régiments
- 1er régiment AAC - 1re division blindée
- 2e régiment AAC - Training Regiment (régiment de formation)
- 3e régiment AAC - Attack Regiment (régiment d'attaque) - 16e brigade d'assaut aérien
- 4e régiment AAC - Attack Regiment (régiment d'attaque) - 16e brigade d'assaut aérien
- 5e régiment AAC - QG Irlande du Nord
- 9e régiment AAC - Attack Regiment (régiment d'attaque) - 16e brigade d'assaut aérien

Escadrons
- 667e escadron de l'AAC
- 7e Flight - Aviation support to British Forces in Brunei (soutien aérien aux forces britanniques à Brunei)
- 8e Flight - Joint Special Forces Air Wing (branche aérienne des forces spéciales communes)
- 25e Flight - Aviation support to British Forces in Belize (soutien aérien aux forces britanniques à Bélize)

### Unités de soutien au combat

#### Royal Regiment of Artillery
Le Royal Regiment of Artillery (en français : « régiment royal d'artillerie ») regroupe 16 régiments, dont 4 ont conservé l'insigne et les traditions de la Royal Horse Artillery. La Royal Artillery assure sept rôles différents :
| Défense intérieure | Défense aérienne | Soutien général | Soutien rapproché | Close Support          | Surveillance et ciblage | Entraînement    |
| ------------------ | ---------------- | --------------- | ----------------- | ---------------------- | ----------------------- | --------------- |
| King's Troop, RHA  | 12e Regiment RA  | 39e Regiment RA | 1er Regiment RHA  | 7e (Para) Regiment RHA | 5e Regiment RA          | 14e Regiment RA |
|                    | 16e Regiment RA  |                 | 3e Regiment RHA   | 29e (Cdo) Regiment RA  | 32e Regiment RA         |                 |
|                    | 47e Regiment RA  |                 | 4e Regiment RA    | 40e Regiment RA        |                         |                 |
|                    |                  |                 | 19e Regiment RA   |                        |                         |                 |
|                    |                  |                 | 26e Regiment RA   |                        |                         |                 |

#### Corps of Royal Engineers
Le Corps of Royal Engineers (en français : « corps des ingénieurs royaux ») est composé de 15 régiments dans l'armée régulière, offrant une compétence de génie militaire aux troupes en opération et des facilités de management aux garnisons.
Les régiments sont associés à un niveau de formation de brigade, avec un certain nombre d'escadrons indépendants et de groupes de soutien avec des tâches spécifiques :
Deux régiments font partie de la Royal School of Military Engineering (en français : « école royale de génie militaire ») :
- 1er RSME Regiment - école de génie de construction
- 3e RSME Regiment - école de génie de combat

Les autres Engineer Regiment (en français : « régiments du génie ») sont des régiments de terrain, rattaché à différentes unités déployées :
- 21e Engineer Regiment - 4e brigade mécanisée
- 22e Engineer Regiment - 1re brigade mécanisée
- 23e Engineer Regiment - 16e brigade d'assaut aérien
- 24e Engineer Regiment - 3e brigade commando
- 26e Engineer Regiment - 12e brigade mécanisée
- 28e Engineer Regiment - 1re brigade blindée
- 32e Engineer Regiment - 7e brigade blindée
- 35e Engineer Regiment - 20e brigade blindée
- 36e Engineer Regiment - 3e division d'infanterie
- 38e Engineer Regiment - 19e brigade légère

- 62e Cyprus Squadron (escadron de Chypre) - soutien aux forces britanniques à Chypre
- 42e Engineer Regiment - services géographiques

- 12e (Air Support) Engineer Group (groupe de génie du soutien aérien) - soutien aux forces aéroportées :
  - 25e Engineer Regiment - génie de soutien à la RAF
  - 39e Engineer Regiment - génie de soutien à la RAF
  - 529e Specialist Team Royal Engineers (équipe spécialisée des ingénieurs royaux)
  - Works Group, RE (Airfields) - infrastructure de soutien à la RAF

- 29e (Land Support) Engineer Group (groupe de génie du soutien terrestre) - Explosive Ordnance Disposal (déminage) :
  - 33e Engineer Regiment - EOD
  - 2 régiments de déminage du Royal Logistic Corps sont également rattachés au 29e Engineer Group

- 170e (Infrastructure Support) Engineer Group (groupe de génie du soutien aux infrastructures) - responsable du développement permanent ou temporaire des infrastructures :
  - 62e Works Group, RE - infrastructures liées à l'approvisionnement en eau
  - 63e Works Group, RE - infrastructures liées à l'approvisionnement en énergie
  - 64e Works Group, RE - infrastructures liées à l'approvisionnement en carburant
  - 170e Engineer Group, RE

Deux escadrons des 36 régiments du génie portent l'insigne des Queen's Gurkha Engineers et sont essentiellement composés de Gurkhas.

#### Royal Corps of Signals
Le Royal Corps of Signals (en français : « corps royal des transmissions ») est composé de 10 régiments dans l'armée régulière et de 13 escadrons indépendants qui assurent les communications et la maintenance des systèmes d'information, au niveau d'une brigade ou au-dessus. En dessous, le soutien est assuré par un « bataillon de transmissions ».
Régiments
- 1re Armoured Division HQ and Signal Regiment (QG de la division blindée et régiment de transmissions)
- 2e Signal Regiment - 11e Signal Brigade
- 3e Division HQ and Signal Regiment
- 7e Signal Regiment - 1re Signal Brigade : Allied Rapid Reaction Corps (corps commun de la réaction rapide)
- 10e Signal Regiment - 2e Signal Brigade : National Communications (communications nationales)
- 11e Signal Regiment - Royal School of Signals (école royale des transmissions) : Formation
- 14e Signal Regiment - 11e Signal Brigade : Electronic Warfare (guerre électronique)
- 15e Signal Regiment - QG Irlande du Nord
- 16e Signal Regiment - 1re Signal Brigade
- 18e Signal Regiment - forces spéciales
- 21e Signal Regiment - Joint Helicopter Command (commandement commun des hélicoptères)
- 22e Signal Regiment
- 30e Signal Regiment - 11e Signal Brigade

Escadrons
- 200e Signal Squadron - 20e brigade blindée
- 204e Signal Squadron - 4e brigade mécanisée
- 207e Signal Squadron - 7e brigade blindée
- 209e Signal Squadron - 19e brigade légère
- 213e Signal Squadron - 39e brigade d'infanterie
- 215e Signal Squadron - 1re brigade mécanisée
- 216e Signal Squadron - 16e brigade d'assaut aérien
- 218e Signal Squadron - 8e brigade d'infanterie
- 228e Signal Squadron - 12ebrigade mécanisée
- 261e Signal Squadron - 101e brigade logistique
- 262e Signal Squadron - 102e brigade logistique
- 628e Signal Troop - Allied Forces North (Forces Alliées du Nord, unité de l'OTAN)
- Cyprus Communications Unit (unité des communications de Chypre) - soutien aux forces britanniques à Chypre

Deux escadrons des 26 régiments des transmissions portent l'insigne des Queen's Gurkha Signals et sont essentiellement composés de Gurkhas.

#### Intelligence Corps
L’Intelligence Corps (en français : « corps du renseignement ») assure un soutien de renseignement militaire par ses capacités d'interception et d'interprétation des informations et le contre-espionnage, grâce à trois bataillons et un service commun :
- 1er Military Intelligence Battalion (en français : « bataillon de renseignement militaire »)
- 2e Military Intelligence Battalion
- 4e Military Intelligence Battalion
- 15e Psychological Operations Group (en français : « groupe d'opérations psychologiques »)